# Ligugé
Ligugé település Franciaországban, Vienne megyében. Lakosainak száma 3429 fő (2022. január 1.). Ligugé Croutelle, Fontaine-le-Comte, Iteuil, Marçay, Poitiers, Saint-Benoît és Smarves községekkel határos.

## Népesség
A település népességének változása:
| Lakosok száma | 3203 | 3303 | 3396 | 3349 | 3361 | 3374 | 3394 | 3408 | 3429 |
|               | 2013 | 2015 | 2016 | 2017 | 2018 | 2019 | 2020 | 2021 | 2022 |